# فرانك جاكسون
فرانك جاكسون (4 مايو 1998 بواشنطن العاصمة في الولايات المتحدة - ) (بالإنجليزية: Frank Jackson)‏ هو لاعب كرة سلة أمريكي في مركز هجوم خلفي. لعب مع دوق بلو ديفلز للرجال.

## وصلات خارجية
- فرانك جاكسون على موقع الدوري الأوروبي لكرة السلة (الإنجليزية)
- فرانك جاكسون على موقع إن بي أي (الإنجليزية)
- فرانك جاكسون على موقع سبورتس رفرنس (الإنجليزية)
- فرانك جاكسون على موقع كرة السلة الأوروبية.كوم (الإنجليزية)
- فرانك جاكسون على موقع إي إس بي إن.كوم (الإنجليزية)
- فرانك جاكسون على موقع كلية كرة السلة في سبورتس رفرنس.كوم (الإنجليزية)
- فرانك جاكسون على موقع ريلجم (الإنجليزية)
- فرانك جاكسون على موقع بروبوليرز (الإنجليزية)
- فرانك جاكسون على موقع سبورتس رفرنس (الإنجليزية)
- فرانك جاكسون على موقع سبورتس رفرنس (الإنجليزية)